# Гай Клодий Лицин
Гай Кло́дий Лици́н (лат. Gaius Clodius Licinus; умер после 4 года) — политический деятель эпохи ранней Римской империи, консул-суффект 4 года.

## Биография
О происхождении Лицина нет никаких сведений, кроме того, что его отец и дед носили один и тот же преномен — Гай. 
В 4 году Клодий занимал должность консула-суффекта вместе с Гнеем Сентием Сатурнином. По всей видимости, его следует идентифицировать с историком Клодием Лицином, который написал труд «Исследования времён», упоминаемый Плутархом. Светоний сообщает также, что писатель Гай Юлий Гигин был другом Лицина. Больше о Лицине нет никаких сведений.